# Protonen-Kalium-Pumpe
Die Protonen-Kalium-Pumpe oder H+/K+-ATPase ist ein Enzym in den Belegzellen im Magen, das den Transport von Protonen aus den Zellen heraus und gleichzeitig von Kaliumionen in die Zelle hinein bewerkstelligt. Dabei wird ATP verbraucht, es handelt sich also um eine so genannte membranständige ATPase. Werden von der Zelle nun noch zusätzlich negative Chloridionen auf die gleiche Seite transportiert, bilden sie dort mit den Protonen Salzsäure (HCl). So wird im Magen die benötigte Salzsäure zur Abtötung von Keimen und Vorbereitung der Nährstoffe zur Verdauung erzeugt.
Die Transportgleichung ist:
{\displaystyle \mathrm {ATP+H_{2}O+H_{in}^{+}+K_{out}^{+}\longrightarrow ADP+P_{i}+H_{out}^{+}+K_{in}^{+}} }

## Inhibitoren
Inhibitoren der Protonen-Kalium-Pumpe werden als Protonenpumpenhemmer bezeichnet.